# Theodor Schwindt
Petter Theodor Schwindt (né le 13 octobre 1851 à Käkisalmi – mort le 27 octobre 1917 à Helsinki) est un ethnographe et archéologue finlandais.
Il est considéré comme le fondateur de l'ethnographie finlandaise.

## Biographie
En 1877, l'association finlandaise des antiquités lui attribue une bourse pour mener des fouilles sur le territoire de l'ancienne forteresse de Käkisalmi dans l'isthme de Carélie. 
Ces fouilles dureront sept ans, avec de courtes pauses. 
À leur achèvement, en 1884, Schwindt présente un rapport détaillé décrivant les découvertes des âges de la pierre et du fer.
Il continuera à fouiller la Carélie jusqu'à la fin de sa vie.
Le plupart des objets sont exposés au Musée national de Finlande.
En 1916-1917, il préside l'association finlandaise des antiquités.

## Ouvrages
- Kansantaruja Laatokan luoteis-rannikolta : kesällä 1879 koottuja.   Tekijä, Helsinki 1883
- Luettelo Suomen ylioppilas-osakuntien kansatieteellisistä kokoelmista 1. vihko : Tuvat ja kuvaryhmät ; A. Vaatteet ja pukuun liittyvät koristukset, Wiipurin lääni.   Suomen ylioppilasosakuntain kansatieteellinen museo, Helsinki 1883
- Luettelo Suomen ylioppilas-osakuntien kansatieteellisistä kokoelmista 2. vihko : Tuvat ja kuvaryhmät ; Vaatteet ja pukuun liittyvät koristukset (jatko ja loppu) ; B. Huonekalut, astiat y. m..   Suomen ylioppilasosakuntain kansatieteellinen museo, Helsinki 1885
- Luettelo Suomen ylioppilas-osakuntien kansatieteellisistä kokoelmista 3. vihko : C. Käsityökalut ; D. Maanviljelys- ja karjanhoitokalut ynnä kulkuneuvot ; E. Metsästys- ja kalastuskalujaynnä sota-aseita ; F. Muita esineitä ; L. Lappalaisia esineitä ; I. Inkeriläisiä naispukuja ynnä esineitä Wirosta ja Gammal Svenskbystä ; TK. Esineitä Tverin Karjalasta ; Mordvalaisia naispukuja ynnä niihin kuuluvia koristuksia ; Esineitä Ruotsista ja Norjasta.   Suomen ylioppilasosakuntain kansatieteellinen museo, Helsinki 1889
- Luettelo Suomen ylioppilas-osakuntien kansatieteellisistä kokoelmista lisävihko 1 : A. Vaatteet ja pukuun liittyvät koristukset ; B. Huonekalut, astiat y. m. ; C. Käsityökalut ; D. Maanviljelys- ja karjanhoitokalut ynnä kulkuneuvot ; E. Metsästys- ja kalastus-kaluja ynnä sota-aseita ; F. Muita esineitä ; V. K. Venäjän Karjala ; Kuvia.   Suomen ylioppilasosakuntain kansatieteellinen museo, Helsinki 1893
- Aus dem Eisenalter (und späteren Zeiten) Karelens nach im Bezirke Kexholm gemachten Funden.   Helsingfors 1893
- Tietoja Karjalan rautakaudesta ja sitä seuraavilta ajoilta Käkisalmen kihlakunnan alalta saatujen löytöjen mukaan.     Suomen muinaismuisto-yhdistys, Helsinki 1893
- Suomalaisia koristeita : Finnische Ornamente 1 : Ompelukoristeita ja kuoseja / Stickornamente und Muster.   Suomalaisen Kirjallisuuden Seura, Helsinki 1894–1895
- Matkamuistoja Tverin Karjalasta.   Suomen muinaismuisto-yhdistys, Helsinki 1897
- Käkisalmen linnojen rakennushistorian aineksia.   1898
- Suomalaisia kansallispukuja.    Yrjö Weilin, Helsingfors 1902
- Finska folkdräkter.   Yrjö Weilin, Helsingfors 1902
- Suomalaisia koristeita : Finnische Ornamente 2 : Nauhakoristeita / Bandornamente.   Suomalaisen Kirjallisuuden Seura, Helsinki 1903
- Finnische Volkstrachten.   Weilin, Helsingfors 1905
- Egypti : 51-kuvainen maa- ja kansatieteellinwn sarja. Omien matkojensa perusteella järjestänyt ja selitykset kirjoittanut Th. Schwindt.    Kansanvalistusseura, Helsinki 1906–1910
- Suomalainen kansantieteellinen kuvasto 1 : Metsänkäynti ja kalastus : selityksiä.   Suomen valtio, Helsinki 1905
- Finsk etnografisk atlas 1 : Jagt och fiske.   Helsingfors 1906
- Några aktstycken belysande Etnografiska museets förhistoria.   Finskugriska sällskapet, Helsingfors 1906
- Suomen kansan pukuja 1800-luvulla, osa 1 : Karjala.   Kirja, Helsinki 1913
- Om systematisk hembygdsforskning i våra landskommuner.   Helsingfors 1916
- (fi) Th. Schvindt et U. T. Sirelius, Suomen ylioppilasosakuntain kansatieteellinen museo vv. 1876-1893, Helsinki, Eduard Polòn, 1922
- Ompelu- ja nauhakoristeita.  2. painos 1895 ja 1903 ilmestyneestä Suomalaisia koristeita 1–2 teoksesta, Suomalaisen kirjallisuuden seura, Helsinki 1982, 3. painos 1992

## Dessins par Theodor Schwindt d'objets découverts àKäkisalmi

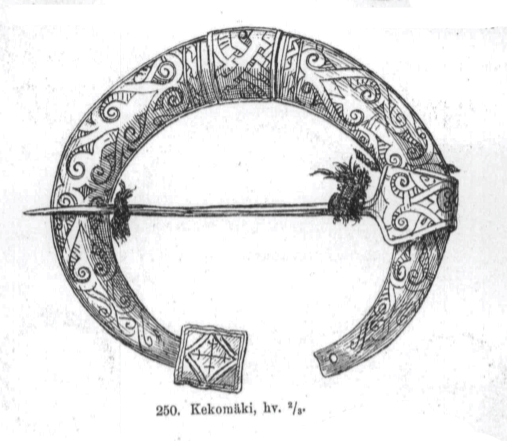
Broche.
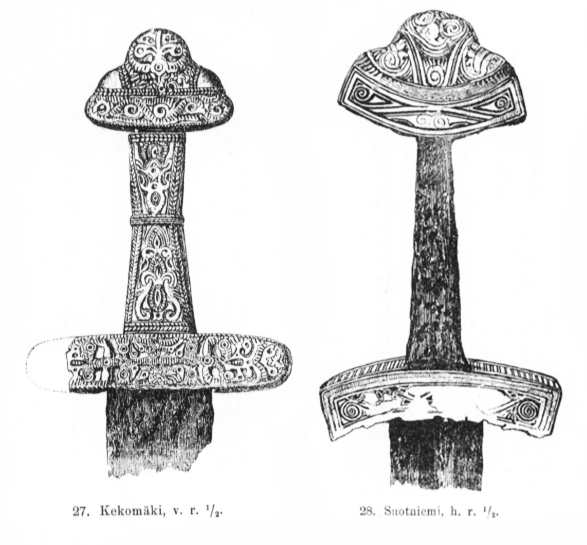
Épée de l'âge du fer.